# Carbon Based Lifeforms
Carbon Based Lifeforms es una banda sueca de música electrónica formada por Johannes Hedberg y Daniel Ringström. Se radica en Gotemburgo, Suecia. De total inspiración científica, su nombre literalmente significa "Formas de vida Basadas en Carbono". 

## Historia
Johaness y Daniel se conocieron en 1991 y comenzaron tocando con Trackers bajo Amiga en 1992. En 1994 pasaron a la plataforma PC y sumaron a Mikael Lindquist formando un grupo llamado Bassment Studios. Lanzaron sus temas a través de Bulletin Board System, sistema que se convirtió prácticamente en su centro de operaciones. Bajo la conducción de Mikael, en 1995 dejaron la escena tracker y se movieron al MIDI. Todo este proceso condujo a la formación de Notch, principalmente enfocado al Acid Techno y al House.
Carbon Based Lifeforms se formó en 1996 como un proyecto paralelo a Notch. Un tiempo después se habría convertido en el principal proyecto de Johannes y Daniel mientras Mikael dejaba la asociación para realizar trabajos como solista. En 1998 la banda comienza a publicar sus trabajos en MP3, y fue incluida en el disco promocional "103 best songs you never heard on MP3.com" que provocó numerosas descargas y un aumento en la venta de discos.
En 1999 se asocian con Solar Fields para escribir música para la obra "Fusion" del bailarín sueco Olof Persson.

## Discografía

### Álbumes de estudio

#### Álbumes principales
Estos son los principales álbumes del grupo según Carbon Based Lifeforms.
- Hydroponic Garden (2003)
- World of Sleepers (2006)
- Interloper (2010)
- Twentythree (2011)
- Derelicts (2017)
- Stochastic (2021)

#### Otros álbumes
- The Path (como Notch, 1998)
- Refuge OST (2013) - La banda sonora original de "The Mansion/Refuge"
- Alt:01 (2016) -  Una recopilación de grabaciones en directo y pistas remasterizadas
- Alt:02 (2020)

### Extended Plays
- Irdial (2008)
- VLA (2011) - Una pista de una hora de duración
- Mos 6581 Remixes (2016)
- Photosynthesis Remixes (2016)
- 20 Minutes (2021)

### Álbumes no oficiales
- Endospore (2011) - Compilación hecha por fans

### Aparición en otros lanzamientos
Carbon Based Lifeforms ha lanzado una gran cantidad de pistas en otras compilaciones. Unas pocas quedaron inéditas por el propio grupo.
| Nombre del álbum          | Nombre de la canción                      | Año  | Compañía                   |
| ------------------------- | ----------------------------------------- | ---- | -------------------------- |
| Albedo                    | Digital Child                             | 2005 | Ultimae Records            |
| Ease Division 3           | Endospore                                 | 2008 | Spiral Trax                |
| Enigmatic Dream           | Epicentre                                 | 2011 | RMG Records                |
| Europe                    | Vakna                                     | 2015 | A Strangely Isolated Place |
| Fahrenheit Project part 3 | Metrosat 4                                | 2002 | Ultimae Records            |
| Fahrenheit Project part 4 | Epicentre (Second Movement) Decompression | 2003 | Ultimae Records            |
| Fahrenheit Project part 5 | T-Rex Echoes                              | 2005 | Ultimae Records            |
| Future Memories           | Reaktion                                  | 2008 | Interchill Records         |
| Visions                   | Carbon Based Lifeforms Vision             | 2016 | Mystic & Quantum           |

### Mezclas de DJs
Aquí están las recopilaciones reagrupadas de otros artistas hechas por Carbon Based Lifeforms.
- Isolatedmix 23